# (37557) 1984 JR
(37557) 1984 JR est un astéroïde de la ceinture principale découvert en 1984.

## Description
(37557) 1984 JR a été découvert le 9 mai 1984 à l'observatoire Palomar, situé au nord de San Diego en Californie, par James B. Gibson.

### Caractéristiques orbitales
L'orbite de cet astéroïde est caractérisée par un demi-grand axe de 2,38 ua, un périhélie de 1,97 ua, une excentricité de 0,17 et une inclinaison de 3,12° par rapport à l'écliptique. Du fait de ces caractéristiques, à savoir un demi-grand axe compris entre 2 et 3,2 ua et un périhélie supérieur à 1,666 ua, il est classé, selon la JPL Small-Body Database, comme objet de la ceinture principale.

### Caractéristiques physiques
(37557) 1984 JR a une magnitude absolue (H) de 15,7 et un albédo estimé à 0,109.